# Nordeste Baiano
Nordeste Baiano è una mesoregione dello Stato di Bahia in Brasile.

## Microregioni
È suddivisa in 6 microregioni:
- Alagoinhas
- Entre Rios
- Euclides da Cunha
- Jeremoabo
- Ribeira do Pombal
- Serrinha